# Нордман, Карл-Готфрид
Карл-Го́тфрид Но́рдман (нем. Karl-Gottfried Nordmann; 22 ноября 1915, Гисен, Великое герцогство Гессен, Германская империя — 22 июля 1982, Гринуич, Коннектикут, США) — военный лётчик Люфтваффе во время Второй мировой войны и позже — президент подразделения компании «Mercedes-Benz» в Северной Америке. Как лётчику-асу ему приписывают 78 сбитых самолётов противника в более чем 800 боевых вылетах. Нордман одержал большинство своих побед на Восточном фронте, а также одну во время вторжения в Польшу и восемь — во Французской кампании и в битве за Великобританию.
Нордман пошёл добровольцем на военную службу в Люфтваффе в 1936 году. После лётной подготовки, в октябре 1938 года, он был отправлен в 132-ю истребительную эскадру, и после некоторых перестановок его подразделение было подчинено 51-й истребительной эскадре. Участвовал в воздушных боях над Польшей, Францией и Великобританией и, как утверждается, одержал девять побед. После нападения Третьего рейха на Советский Союз в ходе операции «Барбаросса» он был назначен командиром 4-й группы 51-й истребительной эскадры. После 31-й воздушной победы, 1 августа 1941 года, Нордман был награждён Рыцарским крестом Железного креста, а 16 сентября, после 59 побед, — Рыцарским крестом Железного креста с дубовыми листьями.
10 апреля 1942 года Нордман был назначен командиром 51-й истребительной эскадры, в которой он состоял уже два года. Травмы, полученные в результате столкновения в воздухе 17 января 1943 года, не позволили ему продолжить полёты, в результате чего он сдал командование дивизией 1 апреля 1944 года и был переведён в истребительное командование Восточной Пруссии, где служил на руководящих должностях. После окончания Второй мировой войны Нордман поступил на работу в отдел продаж компании «Mercedes-Benz». Он работал президентом «Mercedes-Benz» в Северной Америке с 1971 года до своей смерти в 1982 году.

## Биография

### Молодые годы и начало службы
Карл-Готфрид Нордман родился 22 ноября 1915 года в Гессене (на тот момент — Великое герцогство Гессен в составе Германской империи) в семье врача.
Поступил на военную службу в Люфтваффе 6 апреля 1936 года, получив звание фанен-юнкера. 1 января 1938 года Нордман был повышен в звании до лейтенанта и с 1 марта по 30 апреля проходил службу в первой эскадрильи 253-й бомбардировочной эскадры (1./KG253). После этого он был направлен на учёбу в школу пилотов истребителей в Вернойхене, под командованием оберста Теодора Остеркампа. С июля 1938 года Нордман служил офицером в штабе группы, ставшей позднее I-й группой 77-й истребительной эскадры «Херц Ас», а позже IV-й группой 51-й истребительной эскадры «Мельдерс».
Это подразделение подвергалось ряду реорганизаций, начавшихся 2 ноября 1938 года с переименования 132-й истребительной эскадры в 331-ю. Базируясь в Бреслау-Шёнгартене (в настоящее время — Вроцлавский аэропорт имени Коперника), она снова было переименовано 1 мая 1939 года, на этот раз в 77-ю эскадру. Позже группа в очередной раз сменила название и вошла в состав 51-й эскадры.

### На фронтах Второй мировой войны

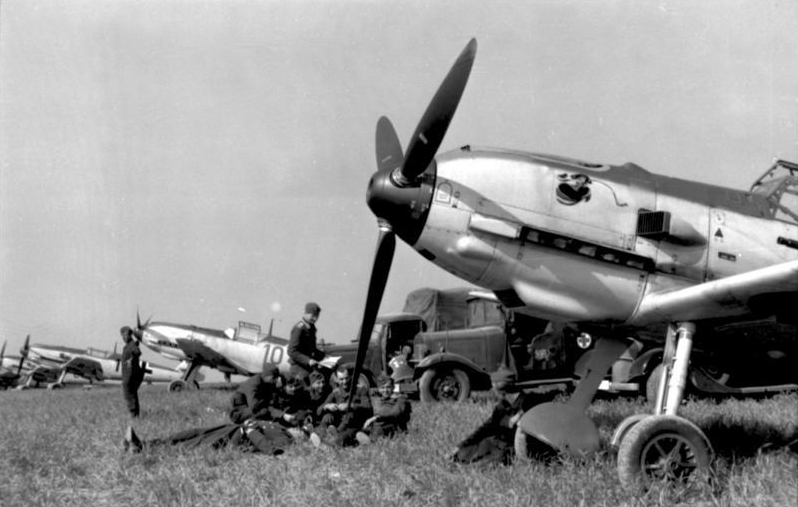
Истребители «Messerschmitt Bf.109» во Франции, август 1940 года.

Вторая мировая война в Европе началась в пятницу 1 сентября 1939 года, когда немецкие войска вторглись в Польшу. Свою первую воздушную победу, ставшую и первой победой Группы, Нордман одержал 3 сентября, сбив польский самолёт «PZL.43 Czajka». К этому моменту он действовал в составе 2./JG77 (2-й эскадрилья 77-й истребительной эскадры).
1 марта 1940 года Нордман был назначен командиром эскадрильи 3./JG77 (3-я эскадрилья 77-й истребительной эскадры), заменив на этой должности обер-лейтенанта Эрвина Нойерберга (нем. Erwin Neuerburg), ставшего командиром 7./JG3 (7-й эскадрильи 3-й истребительной эскадры). На этой должности он 1 апреля 1940 года был произведен в обер-лейтенанты.
Вторая победа Нордмана была одержана в ходе Французской кампании. 19 мая 1940 года он сбил над Бельгией британский «Hawker Hurricane».
Следующие семь побед Нордман одержал в последовавшей вскоре битве за Британию. В том числе 17 октября 1940 года Нордман одержал победу над двумя истребителями «Supermarine Spitfire» Королевских ВВС Великобритании и свою девятую воздушную победу он одержал 6 мая 1941 года. Всего, в ходе битвы за Британию с 31 августа по 6 мая он сбил три «Hawker Hurricane», три «Supermarine Spitfire» и один «Bristol Blenheim». Попутно, вместе с вхождением Группы в состав 51-й истребительной эскадры и её переименованием в IV./JG51 (IV-я группа 51-й эскадры), 21 ноября 1940 года эскадрилья Нордмана была переименована в 12./JG51.
В июне 1941 года 51-я эскадра и большинство подразделений Люфтваффе были перебазированы в Польшу в ходе подготовки к операции «Барбаросса» — вторжению на территорию Советского Союза. 22 июня, в первый день начала новой кампании, Нордман в одном вылете сбил один «И-153» и три «СБ-2». 30 июня, сбив в двух вылетах «И-16», «Р-10» и «СБ-2», немецкий ас преодолел рубеж в 20 побед. С 1 по 16 июля Нордман поразил пять «ДБ-3», «СБ-2», «Пе-2», «И-15» и «И-16», достигнув планки в 30 побед.
20 июля 1941 года Нордман был назначен на должность командира своей Группы — IV./JG51, сменив на этом посту майора Фридриха Бека, соответственно ставшего командиром эскадры вместо Вёрнера Мёльдерса. Ставшую вакантной должность командира 12./JG51 принял обер-лейтенант Гейнц Бэр. Спустя менее чем две недели, 1 августа 1941 года, Нордман, по представлению генерала авиации Бруно Лёрцера был награждён Рыцарским крестом Железного креста за 31 одержанную победу. 3 августа 1941 года, для личного награждения рыцарскими крестами Нордманна и командира 9./JG51 обер-лейтенанта Карла-Гейнца Шнелла в Шаталовку, где находились пилоты, прибыл фельдмаршал Альберт Кессельринг.
В это же время, ведомым Нордмана стал унтер-офицер Франц-Йозеф Биренброк. 16 августа Нордман одержал свою 40-ю победу, а 28 августа — 50-ю. Всего в августе он сбил 20 самолётов, в том числе: 2 августа в двух вылетах — четыре «Р-5», 9 августа в двух вылетах — три «Пе-2», вечером 25 августа в одном вылете — два «ДБ-3», 27 августа в двух вылетах — два «МиГ» и «Пе-2», и 30 августа в двух вылетах — два «ДБ-3».
С 3 по 16 сентября Нордман сбил два «Пе-2», «СБ-2», «ДБ-3», «МиГ» и «Р-5». В тот же день, достигнув планки в 59 побед, он был награждён Рыцарским крестом Железного креста с Дубовыми Листьями, по представлению Адольфа Гитлера (эта награда была высшим военным знаком отличия Третьего рейха на момент представления к ней Нордмана). Три дня спустя, 19 сентября, он был повышен в звании до гауптмана. Сбив 26 сентября «МиГ», Нордман одержал 60-ю победу.
С 7 октября по 5 ноября — Нордман сбил девять самолётов: четыре «Пе-2», «ДБ-3», «ПС-84», «МиГ», «И-16» и «Ил-2». На этот момент он являлся ведущим действующим асом JG51.

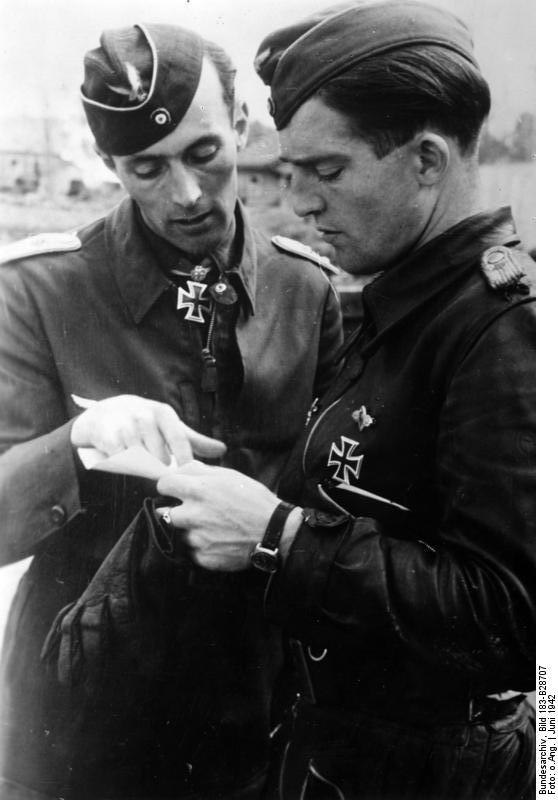
Пилот Нордман советуется с офицером, Восточный фронт, июнь 1942 года.

Свою 70-ю победу Нордман одержал 1 января 1942 года, сбив «Пе-2», а 19 января — 71-ю — «ДБ-3».
10 апреля Нордман принял на себя командование 51-й эскадрой, после того как Фридрих Бек был переведен на работу в Имперское министерство авиации. 18 июня Нордман был повышен в звании до майора.
26 июня Норманн разбился на своём самолёте «Messerschmitt Bf.109 F-2» (заводской номер 12 825), перевернувшемся во время посадки в аэропорту Мамоново, в результате получив перелом основания черепа. Однако, не зная о характере травмы, вскоре после крушения он продолжал летать, несмотря на то, что испытывал боли и нарушение зрения. 2 августа Нордман сбил «Пе-2», а 4 августа — «Ил-2». После обнаружения истинного характера травмы он был госпитализирован.
16 декабря 1942 года Нордман сбил самолёт «Ил-2».
17 января 1943 года «Focke-Wulf Fw 190 Würger» Нордмана столкнулся в воздухе с самолётом ведомого Рудольфа Буша, командира Группы I./JG51. После аварии Буш стал числиться погибшим, так как его самолёт упал за линией фронта, а Нордман смог выпрыгнуть с парашютом, но получил серьёзные ранение, и больше не садился за штурвал самолёта.
В общей сложности, Нордман совершил более 800 боевых вылетов и заявил о 78 воздушных победах, последней из которых стал вышеупомянутый «Ил-2». Из них 69 были сбиты на Восточном фронте. Под его руководством 51-я эскадра заявила о своих: 4000-й воздушной победе 16 декабря 1942 года, 5000-й — 2 июня 1943 года, 6000-й — 27 июля 1943 года, и 7000-й — 15 сентября 1943 года.
1 августа 1943 года Нордман был произведён в оберстлейтенанты и 1 апреля 1944 года назначен командующим истребительным командованием Восточной Пруссии в составе 6-го воздушного флота. Под его руководством была одержана 8000-я победа 51-й эскадры, и 4 мая 1944 года Нордман был упомянут в Вермахтберихте — информационном бюллетене штаба Вермахта.
4 января 1945 года Нордман был назначен инспектором истребительных операций на Востоке и 30 января повышен в звании до оберста.
С 4 апреля 1945 года Нордман командовал 1-й истребительной дивизией.
В мае, после капитуляции Германии, Нордман был взят в плен военнослужащими Армии США.

### Последующая жизнь и карьера в бизнесе

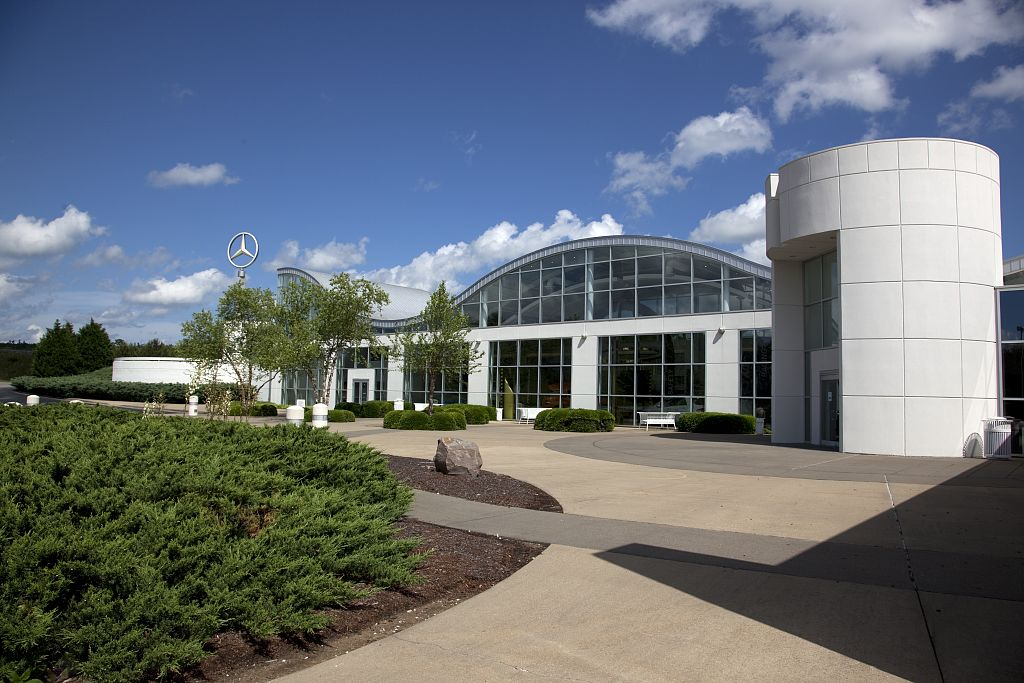
Завод «Mercedes-Benz U.S. International» в округе Таскалуга, штат Алабама, США.

После освобождения, Нордман эмигрировал в США, и в 1950 году начал работать в отделе продаж компании «Mercedes-Benz». Позже он стал начальником отдела продаж, и, в 1968 году — главой сервисов по обслуживанию во всём мире. В январе 1971 года Нордман был назначен президентом подразделения «Mercedes-Benz» в Северной Америке, и вышел на пенсию в январе 1981 года. Несмотря на это, он продолжал занимать свой пост в качестве директора компании. Во время своего пребывания в должности, Нордман был одним из первых наставников Юргена Шремппа, ставшего впоследствии главным исполнительным директором концерна «Daimler». Под руководством Нордмана, продажи автомобилей в США выросли с 30 тысяч в 1970 году до 43 600 в 1972 году, что составило 0,4 % доли рынка. В октябре 1973 года Нордман отмечал:
Наш курс продаж так далеко ушёл за первую половину 1972 года, что мы продали практически все автомобили. Ситуация с нашими дизельными стоит особенно остро: почти 5000 таких автомобилей были проданы в течение сентября. Мы надеемся немного облегчить растущий спрос на наш дизель в наступающем году через увеличение доступности.
Для дальнейшего расширения присутствия на рынке в Северной Америке, в 1976 году компанией был открыт центр в Джэксонвилле, штат Флорида, а в 1977 году «Daimler» купил Euclid Company of Ohio и в 1981 году — «Freightliner Trucks». В то же время, Нордман любил говорить, что «Mercedes-Benz» является «просто маленькой автомобильной компанией».
В 1981 году Нордман посетил авиационный симпозиум Международного ордена символов, состоявшийся в Стамфорде, штат Коннектикут. На встрече присутствовали четверо бывших летчиков-истребителей Второй мировой войны, и кроме Нордмана — бывшие пилоты Королевских ВВС Дуглас Бадер и Роберт Тук, и бывший пилот армии ВВС Армии США Роберт Джонсон.
Карл-Готфрид Нордман умер 22 июля 1982 года в возрасте 66 лет в своем доме в Гринуиче, округ Фэрфилд, штат Коннектикут, США.

## Семья
Нордман был женат на Тине Готфрид. У них родились двое детей: сын Питер и дочь Коринн.

## Награды
- Железный крест:
  - I степень (8 октября 1939)[20]
  - II степень (5 января 1940)[20]
- Почётный Кубок Люфтваффе (28 июля 1941)[21]
- Нагрудная планка люфтваффе для летчиков-истребителей в золоте с вымпелом[Комм. 4]
- Рыцарский крест Железного креста с Дубовыми листьями:
  - Рыцарский крест (1 августа 1941)[22][23][24]
  - Дубовые листья (16 сентября 1941)[22][25][26]
- Упоминание в Вермахтберихте от 4 мая 1944 года с формулировкой «Истребительное крыло Мельдерс, под руководством подполковника Нордмана, сообщило о своей 8000-й воздушной победе» (нем. Das unter Führung von Oberstleutnant Nordmann stehende Jagdgeschwader "Mölders" meldete seinen 8000. Luftsieg)[27].

## Звания
| —               | Фанен-юнкер     | 6 апреля 1936    |
| Лейтенант       | Лейтенант       | 1 января 1938    |
| Обер-лейтенант  | Обер-лейтенант  | 1 апреля 1940    |
| Гауптман        | Гауптман        | 19 сентября 1941 |
| Майор           | Майор           | 18 июня 1942     |
| Оберстлейтенант | Оберстлейтенант | 1 августа 1943   |
| Оберст          | Оберст          | 30 января 1945   |

## Комментарии
1. ↑  Лётная подготовка в Люфтваффе состояла из уровней обучения полёту — A1, A2, B1 и B2. Обучение включало теоретическую и практическую подготовку к пилотажу, навигации, междугородным рейсам, посадкам, высотным полетам, рейсам по приборам, ночным посадкам и подготовку к управлению самолетом в сложных ситуациях.
2. ↑  Объяснения единичных обозначений Люфтваффе приведены в статье про организацию во время Второй мировой войны[англ.].
3. ↑  До конца сентября 1941 года, Рыцарский крест Железного креста с Дубовыми листьями находился на втором месте после Большого креста Железного креста, присваивавшегося только старшим командирам за победу в важной битве или кампании, в качестве военного ордена Третьего рейха. 28 сентября 1941 года выше Рыцарского креста Железного креста с Дубовыми листьями официально стал Рыцарского креста Железного креста с Дубовыми листьями и Мечами. Однако к этой дате им уже неоднократно награждались — первым, 21 июня 1941 года — данной награды был удостоен Адольф Галланд.[9]
4. ↑  На данной фотографии — Файл:Bundesarchiv Bild 183-2008-0704-500, Smolensk, Karl Gottfried Nordmann.jpg, над левым карманом мундира Нордмана расположена Авиационная планка Люфтваффе для летчиков-истребителей в золоте с вымпелом.